# Borgoricco
Borgoricco – miejscowość i gmina we Włoszech, w regionie Wenecja Euganejska, w prowincji Padwa.
Według danych na rok 2004 gminę zamieszkiwały 6912 osoby, 345,6 os./km².

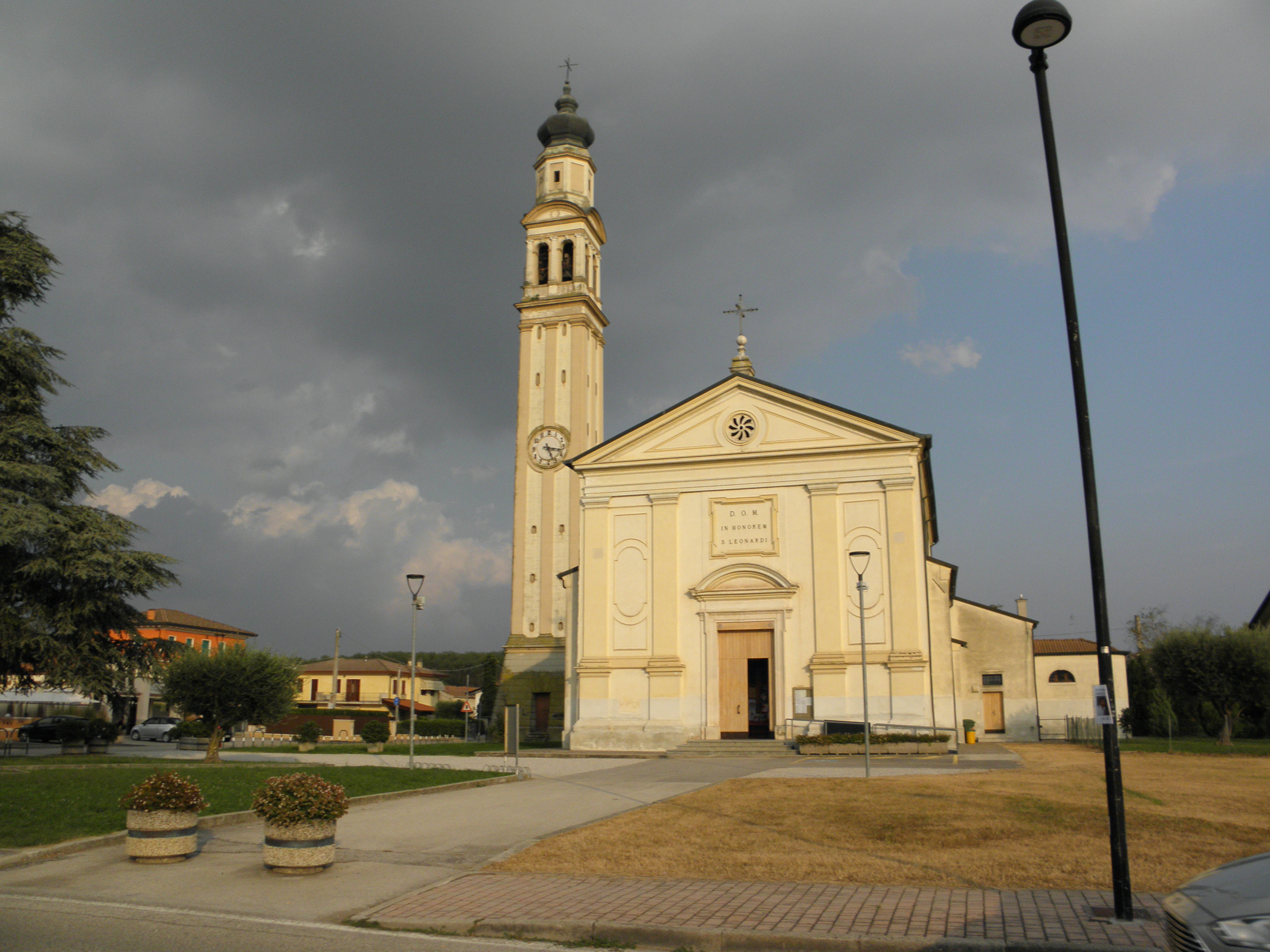
Kościół św. Leonarda w Borgoricco